# Поведенческа икономика
Бихейвиористичната икономика и бихейвиористичните финанси са тясно свързани научни области, създаващи отделен клон на икономическия и финансовия анализ.
Използват социални, когнитивни и емоционални фактори в разбирането на икономическите решения, както на отделните индивиди, така и на институциите, които изпълняват икономически функции, в това число потребителите, заемателите и инвеститорите и техните ефекти върху пазарните цени, възвръщане на инвестиции и алокация на ресурси.